# 베루키오

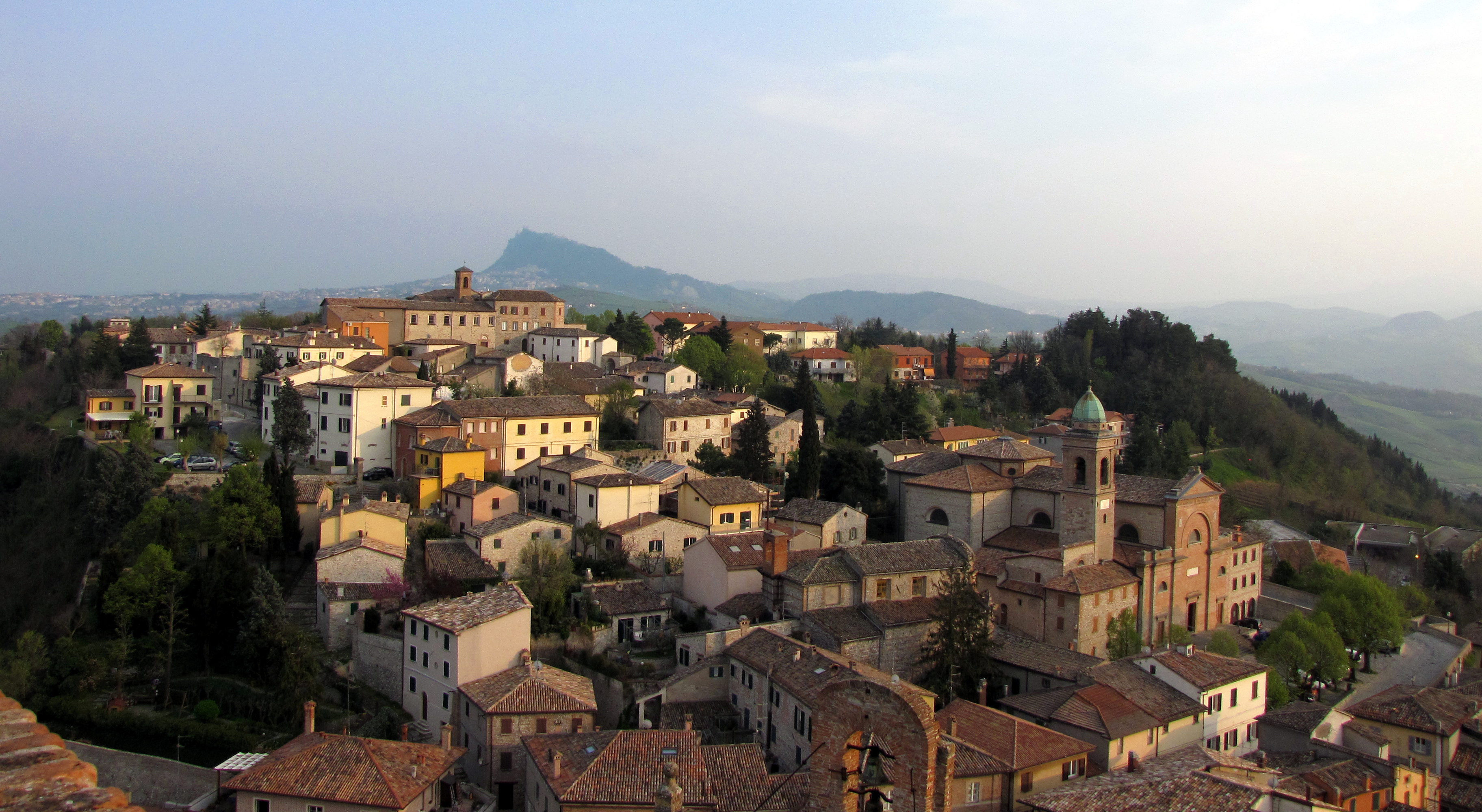
베루키오

베루키오(이탈리아어: Verucchio)는 이탈리아 에밀리아로마냐주 리미니도에 위치한 코무네로 면적은 27km2, 높이는 330m, 인구는 9,365명(2004년 12월 31일 기준), 인구 밀도는 350명/km2이다. 리미니에서 약 18km 정도 떨어진 곳에 위치한다. 빌라노바 문화의 정착지 중 하나이다.